# Ahn Cheol-soo
Ahn Cheol-soo (* 26. Februar 1962 in Busan) ist ein südkoreanischer Arzt, Softwareentwickler und Politiker. Bekannt ist er als Gründer von AhnLab Inc und zweimaliger Kandidat für die Wahlen zum Staatspräsidenten 2012 und 2017.

## Studium und frühere Tätigkeiten
Ahn studierte ab 1980 Medizin an der Seoul National University und promovierte dort im Jahr 1991. Mit 27 Jahren war er Abteilungsleiter des vorklinischen Instituts der Dankook University. Als Arzt an der dortigen Universitätsklinik und am Seoul National University Hospital beschäftigte er sich mit dem Schreiben von Antivirenprogrammen. Im Jahr 1995 gründete er AhnLab Inc, welche sich später zum größten südkoreanischen Unternehmen im Bereich der Computersicherheit entwickelte. Ab 1997 studierte er Ingenieurwissenschaft an der University of Pennsylvania und erwarb den MSE.
Im Jahr 2005 trat er als Vorstandsvorsitzender zurück und ist seitdem Vorsitzender des Aufsichtsrates. Daraufhin studierte er an der Wharton School und erwarb den EMBA. 2008 bis 2011 lehrte er an der KAIST. Im Jahre 2011 wurde er an seine Alma Mater, die Seoul National University, als Dekan der Graduate School für Convergence Science & Technology berufen.

## Bürgermeisterwahl von Seoul 2011
Bei der Wahl des Bürgermeisters von Seoul am 26. Oktober 2011 wurde er als potentieller Kandidat in der Öffentlichkeit erwähnt. In den Umfragen wurde angezeigt, dass 50 % der Stimmberechtigten Ahn wählen würden. Nach einem Gespräch am 6. September mit dem parteilosen Kandidaten und Menschenrechtsaktivisten Park Won-soon gab er bekannt, auf eine Kandidatur zu verzichten. Diese Entscheidung erfolgte unter anderem zugunsten der verschiedenen Oppositionsparteien, die mit einem gemeinsamen Kandidaten in die Wahl gegen die konservative Regierungspartei antreten wollten. Nach einer Kandidatenvereinigung mit der im Jahr 2008 gegründeten Minju-Partei (2008) (민주당, Minju-dang, „Demokratische Partei“) am 3. Oktober und mit der Unterstützung von Ahn gewann Park Won-soon schließlich die Wahl gegen die Kandidatin der Großen Nationalpartei mit 53,40 % der Stimmen.

## Präsidentschaftskandidatur 2012
In einer Ansprache am 19. September 2012 erklärte Ahn, als Bewerber für die Wahlen zum Staatspräsidenten im Dezember 2012 anzutreten. In der Bekanntgabe versprach er, die Industrie – der er vorwarf, Angestellte wie in Käfigen zu halten – stärker zu kontrollieren, mehr Arbeitsplätze für Jugendliche zu schaffen sowie sich für eine bessere Verteilung von Wohlstand und Lebenschancen einzusetzen. Am 23. November 2012 erklärte er auf einer Pressekonferenz, dass er auf eine Kandidatur verzichten werde. Damit wollte er die Opposition gegen die Kandidatin Park Geun-hye der regierenden Saenuri-Partei einen. Der Einheitskandidat der Opposition war nun Moon Jae-in von der größten Oppositionspartei, der Minju-tonghap-Partei (민주통합당, Minju-tonghap-dang, „Vereinte Demokratische Partei“), den er nun für die Präsidentschaftswahl am 19. Dezember 2012 unterstützte. Bei den Wahlen im Dezember 2012 unterlag Moon Jae-in Park Geun-hye, der Kandidatin der regierenden Saenuri-Partei mit einem Stimmen-Unterschied von 3,6 %.

## Abgeordneter und Parteipolitik
Bei der Nachwahl des direkt gewählten Parlamentssitzes im Seouler Bezirk Nowon-gu trat Ahn als unabhängiger Kandidat gegen den Kandidaten der regierenden Saenuri-Partei Huh Joon-young an und gewann die Wahl am 24. April 2013.
Ende 2013 kündigte Ahn die Gründung einer neuen Partei an, eine Gründungsversammlung mit 320 Delegierten beschloss am 17. Februar 2014 den Namen Neue Politische Partei. Am 2. März 2014 einigte er sich mit dem Vorsitzenden der im Jahr 2011 zunächst unter dem Namen Minju-tonghap-Partei (민주통합당, Minju-tonghap-dang, „Vereinte Demokratische Partei“) gegründeten Minju-Partei (2013) (민주당, Minju-dang, „Demokratische Partei“), Kim Han-gil, auf die Gründung einer gemeinsamen Partei noch vor den Regionalwahlen im Juni 2014. Am 26. März 2014 wurde die Partei Sae-jeongchi-minju-yeonhap (새정치민주연합, Neue Politische Allianz für Demokratie, NPAD) gegründet mit Ahn und Kim als Vorsitzenden. Nach Wahlniederlagen in Nachwahlen traten Ahn Cheol-Soo und Kim Han-Gil im Juli 2014 vom Parteivorsitz zurück.
Schließlich verließ Ahn nach Auseinandersetzungen mit dem neuen Vorsitzenden Moon Jae-in die NPAD und gründete am 2. Februar 2016 gemeinsam mit seinen Anhängern die Gungminui-Partei (국민의당, „Partei der Staatsbürger“), zu der auch andere Abspaltungen von der NPAD stießen. Bei den Wahlen zur koreanischen Nationalversammlung am 13. April 2016 erhielt diese Partei auf Anhieb 14,5 % Stimmenanteil bei den Direktmandaten und 26,7 % Stimmenanteil über die Parteiliste, damit aber lediglich 38 Sitze in der Nationalversammlung erreichte. Damit wurde sie das Zünglein an der Waage zwischen der Saenuri-Partei der Präsidentin Park Geun-hye und der Minju-Partei.
Ahn unterstützte die Proteste gegen Park und initiierte eine Petition für ihre Absetzung. Bei der nach Parks Absetzung anstehenden Präsidentschaftswahl 2017 setzte er sich parteiintern als Kandidat der Gungminui-Partei durch, schnitt letztendlich bei der Präsidentschaftswahl als Drittplatzierter ab.